# Gara Ronaț Triaj
Gara Ronaț Triaj este o gară care deservește municipiul Timișoara, România.